# Luta livre esportiva
Luta ivre esportiva, luta livre brasileira ou luta livre submission é um sistema de submission wrestling criado em meados do século XX no Rio de Janeiro por Euclydes Hatem (o mestre "Tatu"), esta arte marcial brasileira surge como uma adaptação do catch wrestling (ou catch-as-catch-can), na época chamada de luta livre americana, com uma mistura das técnicas da luta olímpica estilo greco-romano, estilo livre. O mestre "Tatu" enfrentou (e venceu) George Gracie nos anos 1942.
Na década de 1970 a luta livre foi fortemente influenciada por Fausto Brunocilla e Carlos Brunocilla, pai e filho que foram alunos de Tatu e responsáveis pela transmissão da luta livre e a formação de vários mestres de luta livre. Também Roberto Leitão, professor da Universidade de Engenharia, que dedicou muitos anos ao wrestling e ao judô. Sendo de menor estatura física do que a maioria dos atletas do clube de remo, Leitão primava pela técnica,  A luta livre evoluiu e foi expandida pelo mundo pelos mestres Denilson Maia, Eugênio Tadeu e Hugo Duarte.

## Graduação
O sistema de graduação, segundo a Federação de luta livre Submission do Estado do Rio de Janeiro, se divide em três: os iniciantes, intermediários e avançados.
As graduações para iniciantes é dividida em três faixas
- 1.) A faixa de cor branca é dada para os iniciantes
- 2.) A de cor amarela é dada como segunda graduação.
- 3.) A de cor laranja é a terceira graduação.

A Graduação para o nível intermediário
- 1.) A faixa de cor azul é dada ao atleta intermediário, sub-monitor.

As graduações para os avançados na arte são as seguintes
- 1.) A faixa de cor roxa, para os monitores.
- 2.) A de cor marrom, para os instrutores.
- 3.) A na cor preta para os mestres.

## Estilos
luta livre é um sistema de arte marcial completo, que foi desenvolvido no Rio de Janeiro. É antes de tudo um estilo de submission grappling onde os competidores usam chaves nas articulações e estrangulamentos para submeter o adversário.
- Luta livre esportiva é a versão de competição. É mais fácil descrever como "No-Gi submission grappling". Nas competições de luta livre esportiva, só são permitidas técnicas de grappling para subjugar o adversário. Para este tipo de competição, é importante elaborar estratégias e executar tranqüilamente os movimentos.
- Luta livre vale-tudo é uma versão da luta livre muito semelhante a um combate livre. Além da componente do grappling de luta livre, os profissionais também podem executar socos, chutes, joelhadas e cotoveladas. Estes componentes são utilizados para fazer a transição para o chão (quedas), como no MMA. luta livre vale-tudo é provavelmente uma das mais semelhantes artes marciais em comparação com a atual MMA.
- Luta livre T36 inclui 36 habilidades de luta livre para finalizar uma situação de combate real, por estrangulamentos e chaves nas articulações do adversário. É um programa especial com uma gameplan estruturado para o grappling, MMA e qualquer tipo de situação de combate real, como a defesa pessoal.

## História
A fundação da luta livre é creditada a Euclydes "Tatu" Hatem, que originalmente era um lutador de catch wrestling. Euclydes Hatem era conhecido pelo apelido de Tatu. Ele começou a ensinar técnicas de catch wrestling no Rio de Janeiro em 1927, ao mesmo tempo em que experimentava algumas técnicas inovadoras próprias. Tatu enfrentou diversos desafios contra o jiu-jitsu brasileiro, culminando com sua vitória sobre George Gracie em uma luta sob as regras do catch. O estilo enfatizava o combate sem o uso de gi/uniforme.
Ele ganhou notoriedade ao finalizar George Gracie em 1942 e quando um de seus alunos, Euclides Pereira, derrotou Carlson Gracie em 1968. O sistema dava ênfase ao combate no chão e às finalizações, devido à importância dessas técnicas nas lutas de vale-tudo. O jogo de chão incluía o uso de chaves de perna, que na época eram ignoradas pelo jiu-jitsu brasileiro.
Alguns dos lutadores famosos que surgiram da luta livre incluem William Porfírio. Na década de 1970, a luta livre foi fortemente influenciada pela dupla pai e filho Fausto e Carlos Brunocilla. Os Brunocilla foram alunos de Tatu e, por sua vez, formaram muitos Mestres de luta livre.
Também por volta da década de 1970, a arte da luta livre foi influenciada por Roberto Leitão, praticante de judô e luta olímpica. Leitão também articulou a "Teoria do Grappling", às vezes chamada de "Teoria da luta livre". Roberto Leitão era professor universitário de Engenharia, e dedicou muitos anos à luta e ao judô.

### A antiga rivalidade (ou suposta rivalidade) entre a luta livre brasileira e o Jiu-jítsu brasileiro
Os membros da família Gracie construíram sua história e a história do jiu-jitsu de que a arte marcial aprimorada por eles seria a mais efetiva do mundo, para provar isto eles desafiavam diversos artistas marciais de várias modalidades que existiam no Brasil e no Rio de Janeiro com o intuito de provar a superioridade da sua técnica frente as outras artes marciais, ganhando quase todos os embates. Estes embates aconteciam com desafios publicados nos jornais da época (com prêmios em dinheiro) ou por desafios públicos feitos por pessoas aos Gracies ou vice-versa, porém parte dos desafios eram feitos por invasão de lutadores de jiu-jitsu as dezenas a academias ou a centros esportivos que se praticava determinada arte com desafio imediato do mestre (ou do melhor discípulo) por algum Gracie, onde era preparada a "arena de combate", fechando o local e muitas vezes o combate era filmado, o que gerou questionamentos e acusações de muitas pessoas que diziam que os Gracies eram muito prepotentes ("marrentos") e, para alguns, covardes, com muitas pessoas odiando os Gracies e o jiu-jitsu por isto. Apesar do sucesso em embates principalmente contra artes marciais com jogo em pé, encontraram um adversário muito respeitável no próprio Rio de Janeiro, os lutadores de luta livre. A rivalidade entre as artes marciais já se iniciou em 1940 quando Euclydes Hatem (mestre Tatu) ganhou de George Gracie. Em 1968 um discípulo do Mestre Tatu, Euclides Pereira, ganhou de Carlson Gracie, resultando em outra vitória histórica para o pessoal da luta livre. Na disputa de qual arte marcial era a mais efetiva, Rei Zulu era um representante de luta livre (inicialmente achavam que ele não tinha um estilo de luta "formal" como a luta livre brasileira, onde aprendeu as técnicas de agarrão de maneira empírica, mas foi confirmado por ele anos mais tarde que era praticante de Tarracá), rodou o Brasil fazendo desafios e estava há 150 lutas invicto, no que se sentiu a vontade de desafiar a família Gracie. Rickson Gracie enxergando uma oportunidade de mostrar a força do jiu-jitsu aceitou o desafio e a luta foi promovida duas vezes sob as regras dos Gracies, com Rickson vencendo os 2 desafios em 1980 e em 1984.
Daniel D'Dane demonstra um outro lado de toda esta história. Argumenta que esta rivalidade jiu-jitsu x luta livre nunca existiu, foi um produto de marketing criado pela mídia. O mesmo diz que os eventos como brigas na rua, invasão de academias, provocações, etc, veio de um grupo, uma gangue, de lutadores que brigavam quase todo final de semana e geravam terror dominando as brigas de rua do Rio de Janeiro do meado da década de 70 até o início da década de 90, eram apelidados de "pessoal da rua Bambina" do qual o mesmo fazia parte, um grupo de pessoas do bairro de Botafogo. Era, segundo ele, um dos únicos grupos que fazia frente ao jiu-jitsu que era muito temido, nele incluía praticantes de várias artes marciais, como capoeiristas, caratecas, judocas, etc, além do próprio Daniel D'Dane sendo o único que fazia jiu-jitsu naquela época em uma academia chamada Samurai em Copacabana e ensinava os praticantes de outras artes marciais ao menos saber se defender no chão do pessoal do jiu-jitsu.
Na versão mais conhecida da rivalidade, o início da década de 1980, o jiu-jitsu tinha certa popularidade no Rio de Janeiro enquanto a luta livre era praticada por poucos, um dos motivos é que os Gracies faziam muita propaganda do jiu-jitsu, outro motivo é que para se praticar jiu-jitsu se aceitava qualquer pessoa (posteriormente alunos indesejados poderiam ser expulsos, por exemplo); já para entrar no luta livre era, geralmente, por indicação de algum praticante, era uma arte voltada, sobretudo, para pessoas pobres que viviam nas favelas como meio de inclusão social e desenvolvimento e valorização de autoestima. Quando os Gracies invadiram a Academia Naja de Flávio Molina e desafiaram os lutadores de Muay Thai, foi criado o desafio Jiu-Jitsu vs Martial Arts na década de 1980 pelos Gracies para haver este confronto com o próprio pessoal do Muay Thai e ainda aproveitaram para desafiar os lutadores de outras artes marciais, o que fez o pessoal do luta livre ver uma oportunidade de alavancar a popularidade da luta livre, além de mostrar a eficiência da sua arte em cima do jiu-jitsu como já aconteceu antes. Sendo assim aceitaram o desafio e em 1984 ocorreu o confronto entre as duas artes marciais, terminando no resultado 2 vitórias para luta livre, levando em consideração a vitória do Rei Zulu, a vitória de Eugênio Tadeu e o empate de Marco Ruas. Os 2 representantes do Muay Thai perderam para o jiu-jitsu. Apesar do resultado geral um empate, com 2 vitórias para o jiu-jitsu e 2 para a luta livre, a luta livre ganhou bastante popularidade e respeito no RJ, ainda que o jiu-jitsu se mantivesse bem a frente.
Já de acordo com a versão dada por Daniel D'Dane, no início dos anos 80 o "pessoal da rua Bambina" tinha problemas com o pessoal do Flamengo (do jiu-jitsu), pois eram vinculados com o pessoal das Laranjeiras, e no final dos anos 70 houve uma invasão do "pessoal da rua Bambina" no bairro das Laranjeiras com 18 pessoas para reaver uma motocicleta que tinha sido roubada. Nesta época foi com eles Eugênio Tadeu, que era um garoto de 14 anos na época e o pessoal gostou dele porque ele tinha muita vontade de lutar, ele vinha da capoeira, mas não sabia chão. Eles não conseguiram reaver a moto, mas "deram uma lição" no pessoal da Laranjeiras. Por conta deste evento, o pessoal do jiu-jitsu do Flamengo virou inimigo do "pessoal da rua Bambina" sem nunca terem tido nada com eles. Toninho "Formiga", capoeirista, começou a treinar Muay Thai com Flávio Molina na academia Naja (que fica no Flamengo) no começo da década de 80 e começou a levar o Jutu (considerando o "chefe" do "pessoal da rua Bambina") e Eugênio Tadeu, na mesma época Marco Ruas já treinava por lá também. Por conta disto começou a formar o elo entre o "pessoal da rua Bambina" com o pessoal do Flamengo da Academia Naja. Quando a academia Naja (Flávio Molina era o dono) foi invadida pelo pessoal do jiu-jitsu, eles não tinham contingente suficiente para enfrentar este pessoal e foram até o "pessoal da rua Bambina" e eles compraram a briga, começando uma "caça" apenas do pessoal que invadiu a academia, não foi contra todos os lutadores de jiu-jitsu que existiam. Em decorrência disto ocorreu o Desafio de 1984 jiu-jitsu x Artes Marciais. Daniel esclarece que "o pessoal da rua Bambina" já treinava vale-tudo no casarão (um local de treinos), uma vez que "tinham a cabeça a prêmio" em quase toda zona sul e ainda tinham brigado com algumas pessoas de Copacabana que eles sabiam que eram lutadores de jiu-jitsu. Com isto eles treinaram Eugênio Tadeu para saber se garantir em qualquer situação, inclusive no chão com um lutador de jiu-jitsu. O Carrasco e o Claudinho, dois lutadores do "pessoal da rua bambina", faziam luta livre e ajudaram a treinar o Eugênio, além do que Daniel afirma que o pessoal praticante de luta livre não tinha contingente para enfrentar o pessoal do jiu-jitsu, pois os únicos que entraram neste embate foi o pessoal do ramo Brunocilla, já o pessoal do ramo Budokan (Mestre Leitão) não entraram em nenhum momento nos anos 80 nestas disputas.
Ainda de acordo com a versão de Daniel D'Dane, em relação ao pessoal do luta livre, a grande maioria, mais da metade dos lutadores de luta livre, eram pessoas que treinavam por recreação e não tinham a pretensão de ficar criando rivalidades ou se envolver em brigas de rua, como o ramo Budokan. Apenas uma menor parte dos lutadores da modalidade, em especial aqueles que representavam a variação de Brunocilla (Mestre Tatu), comprou a briga do "pessoal da rua Bambina". A escola de treinamento de luta livre do ramo Brunocilla tinha um centro de treinamento do Boqueirão, na época estava começando treinos na Ilha do Governador e só a partir da segunda metade da década de 80 chegou na zona sul na La Mailson. O pessoal da Ilha do Governador não comprou a briga contra o pessoal do jiu-jitsu. O pessoal do Boqueirão apenas uma pequena parte (mais ou menos umas 12 pessoas) virou "pau para toda obra" invadindo academias e brigando na rua ajudando o "pessoal da rua Bambina". Ele explica que o pessoal do ramo Brunocilla que comprou a briga não era contingente suficiente para dominar as ruas do Rio e bater de frente com o jiu-jitsu, pois o jiu-jitsu dominava o Rio de Janeiro, em especial a zona sul. Quando Hugo Duarte, Marcelo Mendes, Eugênio Tadeu e Denilson Maia começaram a dar aulas na La Mailson, o "pessoal da rua Bambina" começou a treinar com eles, lá já tinha mais ou menos 20 pessoas que treinavam luta livre e o pessoal de lá era mais "guerreiro", onde quase todos compraram a briga do "pessoal da rua Bambina", ou seja, ainda que tivessem umas 30 pessoas do pessoal da luta livre comprado esta briga, seria impossível para 30 pessoas dominarem as ruas do Rio de Janeiro. Assim que o "pessoal da rua Bambina" começou a ter problema com o pessoal do jiu-jitsu, receberam apoio do pessoal da luta livre que comprou a briga. Por conta da incapacidade numérica do pessoal da luta livre, jamais conseguiriam, sozinhos, criar uma guerra entre jiu-jitsu x luta livre, além do que haviam pessoas naquela época que praticavam as duas modalidades (jiu-jitsu e luta livre) ao mesmo tempo, que se realmente existisse essa guerra em nenhum lugar deveria aceitar praticantes das duas modalidades, dando exemplo do mestre Durinho, começando no luta livre no Boqueirão e era faixa preta do Carlson Gracie, treinando luta livre com o pessoal da La Mailson naquela época de quimono e faixa. D'Dane ainda complementa dizendo que a primeira vez que ouviu falar da luta livre treinava na academia de Carlson Gracie e ele via alguns caras sem quimono indo treinar lá na academia, no que soube que era o pessoal da luta livre que eram amigos do Roluta livres Gracie, ficando impressionado, pois eles eram muito fortes e o pessoal "mais casca grossa" do Carlson não conseguiam finalizar o pessoal da luta livre que estava sem quimono, mostrando que havia amizade e não rivalidade entre as artes marciais.
De acordo com a versão mais conhecida' da suposta rivalidade, a animosidade entre as artes marciais continuaria nos anos seguintes. Em 1988 Rickson Gracie decidiu ir até a academia do Boqueirão onde Marco Ruas (até então considerado o "garoto de ouro" da luta livre) treinava e o desafiou ali naquele momento (no melhor estilo Gracie) com a academia às portas fechadas (coisa comum da época) o que Ruas não aceitou, pedindo 4 meses para treinar. Rickson não aceitou alegando que tinha pretensão de sair do país em pouco tempo e queria fazer a luta antes, já o críticos diziam que ele não queria a sombra da luta livre atrás dele na ocasião de sua saída do Brasil, logo queria enfrentar e derrotar a pessoa considerada a mais promissora da arte na época. Na versão dita por Marco Ruas foi que Hélio e Rickson Gracie acompanhados de outras pessoas foram até a academia no Boqueirão para desafiar os lutadores da academia, pois o Rickson soube que em uma reportagem Flávio Molina disse que muita gente lá na academia estava pronta para lutar com o pessoal do Jiu Jitsu e quando Rickson com seu pessoal chegaram lá Ruas não estava, no que foi avisado por Carlos Brunocilla que Rickson foi lá na academia para desafiar o pessoal. Marco se dirigiu ao Boqueirão para confrontá-lo e quando chegou Carlos cutucou Marco Ruas e foi falar com Rickson e disse "Rickson eu estou aqui porque me disseram que você veio aqui para me desafiar", só que ouviu do próprio Rickson que "Eu não disse nada disto e você já provou seu valor no ringue, estou procurando o pessoal da luta livre Esportiva para desafiar". Marco Ruas deixa claro que esta história de que pediu 4 meses para treinar é mentira. Um fato comum entre as versões é que a discussão esquentou e Hélio Gracie, que acompanhou Rickson, disse "Talvez devêssemos fazer uma lista de pessoas que querem lutar com Rickson" e Hugo Duarte disse "Pode me colocar na lista". Os Gracies foram embora sem a luta do Rickson Gracie e as fofocas começaram a se espalhar pelo Rio de Janeiro, dizendo que os Gracies ficaram com medo do pessoal do luta livre Esportiva, em especial de Marco Ruas. Hugo Duarte, com 20 anos na época, supostamente espalhava ofensas à família Gracie e Rickson, com 30 anos na época, foi tirar satisfação pessoalmente disposto a lutar e a não cometer o mesmo erro duas vezes, sabendo que ele frequentava a Praia do Pepê foi lá e deu um tapa na cara de Hugo, culminando no confronto entre ambos, com Rickson ganhando o embate. Na versão de Hugo, ele disse que houve trapaça na luta, alegou que enquanto lutava o pessoal que acompanhava o Rickson jogou areia em seus olhos. Após a luta, Hugo inconformado com o resultado, foi até a academia dos Gracies (Academia Gracie Humaitá) com mais de 60 homens armados de facas e/ou armas de fogo para confrontar novamente Rickson (os relatos divergem, há relatos dizendo que eram 100 pessoas, outros 200, outros 300). No local encontrou Helio Gracie que acalmou os ânimos, nas palavras de Hugo Duarte:
"Invadimos a Academia Gracie com mais de 60 psicopatas, Helio Gracie, que devia ter mais de 80 anos, não apenas convenceu Rickson a lutar comigo, mas ele ficou no meio do nosso grupo e controlou totalmente toda a situação. Foi uma das maiores exibições de masculinidade que já vi na minha vida" - Hugo Duarte
Foi combinada a luta entre os dois novamente ali mesmo no estacionamento da academia, Hugo perdeu mais rápido que antes, mas desta vez aceitou a derrota. Também foi combinada outra luta ali e Eugênio Tadeu poderia escolher seu adversário, escolhendo Royler Gracie em vez de Rilion Gracie. Quando a luta começou a polícia apareceu dando rajadas de metralhadora devido a tiros de fuzil dados para cima por uma das pessoas armadas. Alguns dias depois Rickson apareceu na academia La Mailson para fazer acontecer a luta entre Eugênio e Royler e a luta foi feita, terminando em um empate em um confronto de 38 minutos. As lutas foram filmadas, mas as do Rickson, na praia e no estacionamento da academia Gracie, foram vendidas pelos Gracies como autodefesa e como propaganda também, principalmente uma versão editada bastante comercializada nos Estados Unidos que mostrava Rickson dominando as lutas o tempo inteiro. Estes eventos acabaram prejudicando bastante a imagem da luta livre, tanto por causa do pessoal armado que foram atrás dos Gracies, como também muitos acabaram considerando a luta livre inferior, dando confiança aos praticantes de jiu-jitsu.
Na versão deste confronto com os Gracies em sua própria academia, Daniel D'Dane diz que o pessoal do luta livre, em 1988, treinava na academia La Mailson e posteriormente foi para Anita Garibaldi e que o pessoal da luta livre não tinha contingente de lutadores suficientes para invadir a academia dos Gracies, então quem deu suporte ao pessoal do luta livre na invasão foi o "pessoal da rua Bambina", jamais o pessoal da luta livre do ramo Brunocilla teriam números necessários para a invasão, tendo por volta de 30 pessoas no máximo. Segundo Daniel o pessoal do jiu-jitsu foi fazer uma armadilha para o Hugo Duarte na Praia do Pepê e o "pessoal da rua Bambina" não estava lá no momento. Quando souberam da briga, tomaram ela como algo pessoal, mas não por Hugo Duarte, mas por Eugênio Tadeu que tinha Hugo Duarte como praticamente um irmão. Como o Hugo queria "pagar na mesma moeda" na academia dos Gracies, o "pessoal da rua Bambina" foi em massa até lá, ou seja, o pessoal da luta livre eram poucos, era o pessoal do ramo Brunocilla apenas e não havia uma "guerra" entre as duas modalidades como saia na mídia. A princípio o "pessoal da rua Bambina" iria até a academia dos Gracies para quebrar tudo, pois eram assim que faziam quando invadiam uma rua ou um local qualquer, mas no final foi decidido que eles fariam apenas uma roda para Hugo Duarte e Rickson Gracie lutarem novamente e só estavam dispostos a quebrar tudo se houvesse algum ato de covardia ou "estranho" por parte dos Gracies ali (como a suposta jogada de areia nos olhos do Hugo Duarte no confronto da praia), o que não ocorreu. Daniel D'Dane argumenta que foi bom não ter acontecido a quebradeira, naquela altura existia uma quantidade gigante de praticantes de jiu-jitsu no Rio de Janeiro e isto poderia virar uma guerra, o "pessoal da rua Bambina" já estava acostumado a terem seus "inimigos, mas se naquela época tivessem quebrado a academia dos Gracies teria que enfrentar todos os lutadores de jiu-jitsu do Rio de Janeiro, principalmente o pessoal da família Gracie que eram temidos, envolvendo até pessoas que, até então, não estavam envolvidas nestas brigas, uma vez que no final da década de 1980 existia uma gigantesca quantidade de praticantes da modalidade. Daniel afirma que o que saiu na mídia de "luta livre invadiu a Academia Gracie" é mentira. Também afirma que o que saiu na mídia de que "Hugo Duarte foi o general do exército que invadiu a academia dos Gracies" também é mentira e invenção da mídia, ele nunca mandou no pessoal da luta livre como um todo (o ramo Budokan discordava dessa maneira extremamente agressiva de resolver os conflitos) nem no "pessoal da rua Bambina" que comprou a briga dele em consideração à relação que ele tinha com Eugênio Tadeu.
Tempos depois no início da década de 1990 as coisas estavam se esfriando, enquanto o jiu-jitsu estava consolidado a luta livre começava a perder força, mas Waluta livreid Ismail, famoso lutador de jiu-jitsu, deu uma entrevista a um jornal da época e falou que "A luta livre era apenas uma cópia ruim do jiu-jitsu". Dias depois da incendiária entrevista, lutadores de luta livre invadiram a Copa Nastra de jiu-jitsu e desta vez foi Carlson Gracie quem acalmou os ânimos e propôs um desafio para resolver o desentendimento.
Por conta disto foi promovido o evento Desafio - Jiu Jitsu vs Luta Livre no ano de 1991 televisionado pela Rede Globo, inicialmente seriam 5 lutas, mas na data do evento apenas 3 lutas estavam em condições de acontecer e elas foram vencidas por representantes do jiu-jitsu. Enquanto esta vitória serviu de trampolim catapultando o jiu-jitsu ao estrelato a nível nacional e até destaque internacional, lotando as academias do Rio de Janeiro, esta derrota foi um tremendo revés para a modalidade de luta livre, principalmente por conta da luta entre Waluta livreid Ismail (o próprio lutador de jiu-jitsu que falou em entrevista que a luta livre seria inferior - sendo faixa marrom em jiu-jitsu na época) que venceu Eugênio Tadeu um dos melhores lutadores da luta livre naquela época, reforçando a já prejudicada imagem de inferior que tinha decorrente dos eventos dos anos anteriores levando a parte dos praticantes de luta livre da época a abandonarem a arte, ou a se mudarem para o jiu-jitsu ou a baixíssima procura da arte por novo praticantes. Os lutadores de luta livre da época avaliam que além de erros dos lutadores (dentro e fora do ring), no geral eles subestimaram o jiu-jitsu. Enquanto os lutadores de jiu-jitsu estavam dispostos a mostrar de uma vez por todas a efetividade de sua luta passando meses treinando de maneira profissional sob a orientação do Carlson Gracie tanto a parte técnica quanto a parte física e psicológica, os lutadores de luta livre não tiveram treinos no mesmo patamar do pessoal do jiu-jitsu. Esta derrota histórica chegou a criar rusgas entre alguns lutadores de luta livre da época. De acordo com Marcelo Brigadeiro, os Gracies estavam com a intenção de exportar e internacionalizar o jiu-jitsu há algum tempo (alguns já estavam fora do país como Rorion, Rickson e Relson Gracie) e a década de 1990 estava abrindo esta oportunidade. Mas antes de sua expansão definitiva os Gracies precisavam superar sua última pedra no sapato: a luta livre. A confusão envolvendo o Waluta livreid e a criação deste desafio entre as duas artes marciais para acalmar os ânimos serviu como uma luva e o pessoal do jiu-jitsu se prepararam de maneira profissional para alcançar seu objetivo, já o pessoal do luta livre da época, em boa parte pessoas humildes e de pouca instrução, encarava o desafio apenas como algo pessoal e local não tendo pretensões como as dos Gracies que tinham uma visão de internacionalizar o jiu-jitsu, tinham um pessoal de marketing e propaganda que ajudava a promover a arte, tinham ao seu lado também empresários como apoiadores/patrocinadores e, principalmente, uma liderança forte como foi Hélio Gracie. Os lutadores da época avaliam que se o ganhador do desafio tivesse sido o pessoal da luta livre talvez poderiam ter se tornado o que o jiu-jitsu, agora jiu-jítsu brasileiro, é hoje, uma arte marcial muito reconhecida mundialmente e com uma gigantesca quantidade de praticantes no mundo todo.
Roberto Leitão considerou o evento triste, ele foi contra um evento de 5 lutas, para ele bastava uma única luta entre jiu-jitsu e luta livre, sendo a favor que Hugo Duarte, na época, fosse o representante caso ocorresse um único embate, sendo que no Desafio - Jiu Jitsu vs Luta Livre foi um dos que não lutou, seu adversário acabou se contundindo nos treinamentos e não pode lutar. Mestre Leitão confirma que a vitória do jiu-jitsu deu a ele a fama de ser melhor que o luta livre, com tal título estampado em diversos jornais da época, com todos os praticantes da luta livre sofrendo com tal rótulo por 10 anos. Mestre Leitão transitava pelos círculos de praticantes de jiu-jitsu e sofria constantemente chacota e zombaria a respeito da "inferioridade" da luta livre e considera que tal evento foi desnecessário e danoso para a modalidade, pois com uma única luta, se perdida, não teria problema nenhum, daria tempo para eles se prepararem adequadamente para num outro eventual confronto se saírem melhores por conhecer seus oponentes famosos por não gostar de perder.
Uma consequência da vitória do jiu-jitsu neste evento foi a consolidação da ideia de ser uma arte marcial muito efetiva frente a outras e  2 anos depois com a criação do UFC em 1993 sacramentou a fama da arte marcial com a vitória de Royce Gracie no UFC 1, UFC 2 e UFC 4, fixando do conceito de vale-tudo, inicialmente, e artes marciais mistas, posteriormente. Ainda nos primórdios do vale-tudo, a luta livre voltaria a ganhar os holofotes depois que Marco Ruas, praticante famoso da modalidade, se tornou campeão do UFC 7 em 1995.
Em 1997, 2 anos depois do UFC 7 em que Marco Ruas foi o campeão, a rivalidade voltaria a explodir. Foi promovido o evento Pentagon Combat, patrocinado pelo sheik H.H. Sheikh Tahnoon Bin Zayed Al Nahyan de Abu Dhabi, que teria como luta principal Renzo Gracie x Eugênio Tadeu, reacendendo a antiga rivalidade. Renzo tinha pendências não resolvidas de um confronto de praia com os lutadores de luta livre em 1988 e Eugênio Tadeu queria mais uma chance para mostrar a superioridade da luta livre lutando contra alguém da família Gracie (já que em seu último confronto com alguém da família empatou com Royler Gracie). O clima antes do evento do lado de fora já estava bastante tenso com grupos rivais de luta livre e jiu-jitsu se provocando o tempo todo, dentro do local continuava do mesmo jeito. O evento transcorria de acordo com o cronograma, mas durante a luta principal a luz apagou, com alguns acusando o pessoal do jiu-jitsu ter feito isto (eram os responsáveis pelo evento) para prejudicar Eugênio Tadeu (que, supostamente, naquele momento estava dominando o confronto) e a confusão e briga generalizada se iniciou, com centenas de cadeiras sendo jogadas entre os presentes, muitos feridos e tiros que foram dados. Isto prejudicou ainda mais a visão que muitos tinham da luta livre (em decorrência do seu marketing, propaganda, apoios e de torneios como UFC o jiu-jitsu naquela altura era bem visto pelo público em geral e a luta livre não) e também prejudicou por anos a imagem do vale-tudo no Brasil, sendo proibido eventos do tipo no Rio de Janeiro por um longo período até a permissão ter sido dada mais recentemente, da ocasião da volta do UFC ao Brasil no UFC Rio em 2011. Outra consequência da confusão foi a desistência do sheik em investir no esporte, criando 1 ano depois o "UFC sem socos" chamado Abu Dhabi Combat Club Submission Wrestling World Championship.
Atualmente a arte marcial vem voltando a despertar o interesse das pessoas com academias oferecendo a prática e novos praticantes têm surgindo no Brasil e no mundo, além do que o pessoal que estuda a história e o desenvolvimento da luta livre brasileira e do jiu-jítsu brasileiro argumentam que a rivalidade, real ou não, entre ambas foi extremamente importante para as duas e para as Artes Marciais Mistas. Com elas em disputa e se antagonizando com bastante frequência, foi um cenário frutífero para a evolução delas, do cenário competitivo e para a "descoberta" do Brasil como uma potência ao desenvolver eficientes artes marciais no próprio país, antes conhecido apenas pela capoeira. A luta livre brasileira nos dias atuais está subdivida em 2 ramos: o ramo do Mestre Leitão (budokan) e o ramo Brunocilla (Mestre Tatu), tendo alguns que argumentam que existe um terceiro ramo que incluiria os estilos de lutas por agarramento indígenas ou mais tradicionais como Aipenkuit, Huka-huka, Idjassú, luta marajoara e o Tarracá, mas os críticos dizem que tais artes não devem ser consideradas luta livre brasileira (por esta ser, essencialmente, um submission wrestling), pois o objetivo delas é projetar o corpo do oponente de costas ao chão, sendo muito mais próximas da luta Olímpica do que da luta livre brasileira que sempre procura a finalização por meio de chaves de braço, perna, estrangulamento ou a submissão do adversário, com o adversário de costas no chão significando nada.
Mestre Leitão diz que a luta livre brasileira tem grande espaço para crescer e para seu próprio aprimoramento através das lutas, dos treinos, dos debates, das discussões sobre as posições e os golpes, etc, e que esta é uma de suas vantagens em relação a outras artes marciais estimulando a evolução da mesma, o que quase não se vê em artes marciais de origem oriental ou o próprio jiu-jitsu, uma vez que nas artes marciais orientais os alunos não costumam questionar os ensinamentos do mestre, se o mestre disser que é de um jeito o aluno tende a obedecer sem questionar, no jiu-jitsu existe algo parecido se o argumento for "Hélio Gracie fazia assim", enquanto o próprio Mestre Leitão, por exemplo, diz que sempre que é questionado pelos alunos nas aulas (e ele estimula isto) é aberto espaço para debates e testes mostrando na prática se o que foi discutido funciona ou não. Na opinião de Daniel D'Dane a luta livre brasileira é uma das lutas mais dinâmicas que existem, pois ela não está presa a tradições, pois se é desenvolvida uma técnica, mais cedo ou mais tarde é criada uma maneira de anular ela e a partir da anulação ela é aprimorada e assim em diante, sendo uma luta muito orgânica e adaptável com o tempo, aprimorando a própria arte marcial. De acordo com D'Dane, no MMA atual existem poucos lutadores que praticam a luta livre brasileira, mas os que mais finalizam são justamente os praticantes da modalidade, de acordo com as estatísticas. Sobre praticantes de luta livre Esportiva, José Aldo (praticante também de outras artes como Bjiu-jitsu e Muay Thai) dominou sua categoria peso pena no UFC por um longo período, ainda sendo um dos melhores lutadores do mundo na sua categoria. Alguns outros praticantes da luta livre brasileira que participam ou já participaram das Artes Marciais Mistas são Pedro Rizzo, Glover Teixeira, Ebenezer Fontes Braga, Luciano Azevedo, Johil de Oliveira, Vicent Luke, Viviane Araújo, Alexandre Franca Nogueira, Renato Sobral e Darren Tiluta livre. A antiga rivalidade entre as duas artes não existe mais, pelo menos não da maneira que existia antes, sendo algo mais restrito a alguns dos antigos lutadores e não dos novos, mas atualmente muitos ex-lutadores e lutadores da ativa das artes marciais mistas reconhecem a importância histórica e pragmática da luta livre Esportiva e estão colaborando para maior divulgação da arte e incentivando a sua prática, dando o devido reconhecimento e respeito.

## Lutas históricas
Devido à rivalidade histórica que existiu com o Brazilian jiu-jitsu, a luta livre esportiva ficou famosa graças às lutas entre lutadores das duas modalidades. Algumas das lutas que tiveram mais destaque na história das lutas foram:
Euclydes Hatem (luta livre) vs. George Gracie (Bjiu-jitsu)
Considerada por muitos como a mais importante, pois através dela, a luta livre ganhou popularidade após Euclydes Hatem vencer George Gracie na década de 40.
Rickson Gracie (Bjiu-jitsu) vs. Hugo Duarte (luta livre)
Terminou com vitória de Rickson Gracie, apesar de não ter sido uma luta oficial. A luta começou após Hugo Duarte insultar a família Gracie. Rickson, que era considerado um dos melhores da época foi até a praia do Pepe, onde estavam integrantes da luta livre e chamou Duarte para luta com um tapa. Logo a luta começou, Ryan Gracie(14 anos) filmou a luta inteira.
Luciano Azevedo (luta livre) vs. José Aldo (Bjiu-jitsu)
No Jungle Fight da edição 25, o futuro campeão do UFC peso pena foi derrotado por Azevedo com um mata-leão, marcando o que seria a única derrota no cartel de José Aldo, até 2015 quando perdeu para Connor McGreggor.